# Андроник Евфорвин
Андроник Комнин Евфорвин (на гръцки: Ἀνδρόνικος Κομνηνός Εὐφορβηνός;fl. 1105/8 – 1163) е византийски аристократ и военачалник, служил като управител на Киликия през 1162 – 1163 г.
Андроник Евфорвин е вторият син на Никифор Евфорвин и багренородната Мария Комнина, дъщеря на император Алексий I Комнин (1081 – 1118). Вероятно е роден около 1105/1108 г., но животът му остава неизяснен; не е известно дали се е женил и дали е имал деца. През февруари 1147 г., заедно с по-големия си брат Алексий, той присъства на църковен синод във Влахернския дворец, който отстранява от длъжност патриарх Козма II Атик.
Евфорвин гради военна кариера, но единствената длъжност, на която е засвидетелстван, е тази на дука на Киликия, която заема през 1162 – 1163 г. В Киликия Андроник се изправя срещу местния арменски господар Торос II, който целял да утвърди отново независимостта на региона от византийското владичество. След киликийската кампания на император Мануил I Комнин (1143 – 1180) през 1158 г. Торос признава сюзеренитета на императора. Докато византийците установяват обаче своя контрол над Киликийската равнина, като васал на императора Торос запзва свободата си, продължавайки да разполага със собствени военни сили и да осъществява контрол над вътрешната, предимно планинска част на областта. През 1162 г. полубратът на Торос, Степан, е намерен убит извън стените на Тарс, след като предишния ден е бил поканен от Евфорвин на банкет в града. Макар Степан да му бил съперник, убиството му предоставило на Торос подходящ претекст да атакува византийските владения в района, въпреки че Евфорвин упорито отричал каквото и да е участие в делото. Андроник не успява да спре арменския принц, който превзема крепостите Мамистра, Аназарба и Вахка и избива гарнизоните им. В интерес на общия съюз срещу мюсюлманите, крал Амалрик Йерусалимски посредничи между Торос и византийците, което довежда до отзоваването на Евфорвин и замяната му с Константин Каламан.
По-нататъшната съдба на Евфорвин остава неизвестна.

## Препратки
1. 1 2 3  Βαρζός, Κ.  Η Γενεαλογία των Κομνηνών. Т. I.   с. 335.
2. ↑  Commémoraisons des Comnènes dans le typikon liturgique du monastère du Christ Philanthrope (ms. Panaghia Kamariotissa 29). Т. 63.   Revue des études byzantines, 2005 г. с. 53.
3. ↑  Varzos 1984, с. 202, 335; ODB, с. 1113, "Katakalon" (A. Kazhdan).
4. ↑  Varzos 1984, с. 335 – 336.
5. ↑  Varzos 1984, с. 334 – 335, 335 – 336.
6. ↑  Varzos 1984, с. 335; ODB, с. 1113, "Katakalon" (A. Kazhdan).
7. ↑  Varzos 1984, с. 335.
8. ↑  Der Nersessian 1969, с. 640.
9. ↑  Varzos 1984, с. 335–336; Der Nersessian 1969, с. 641.
10. ↑  Der Nersessian 1969, с. 641; Varzos 1984, с. 336.
11. ↑  Varzos 1984, с. 336.